# Memphis ambrosia
Espèce
Memphis ambrosia est une espèce d'insectes lépidoptères (papillons) de la famille des Nymphalidae, de la sous-famille des Charaxinae et du genre Memphis.

## Dénomination
Memphis ambrosia a été décrit par Herbert Druce en 1877 sous le nom initial de Paphia ambrosia.
Synonyme : Anaea ambrosia Godman & Salvin, [1884].

### Sous-espèce
- Memphis ambrosia ambrosia ; présent au Costa Rica et à Panama.
- Memphis ambrosia phoebe (Druce, 1877) ; présent en Bolivie, au Pérou et en Équateur[1].

### Nom vernaculaire
Memphis ambrosia se nomme Ambrosia Leafwing en anglais.

## Description
Memphis ambrosia est un papillon  aux ailes antérieures à bord costal bossu, apex angulaire, bord externe presque droit, angle interne en crochet et bord interne très concave.
Le dessus est marron suffusé de bleu métallisé plus ou moins importante et orné aux ailes antérieures d'un groupe de taches bleu clair proche de l'apex.
Le revers est orangé à reflets métallisés et simule une feuille morte.

## Écologie et distribution
Memphis ambrosia est présent au Costa Rica, à Panama, en Bolivie, au Pérou et en Équateur.

### Protection
Pas de statut de protection particulier.